# Tamora Pierce

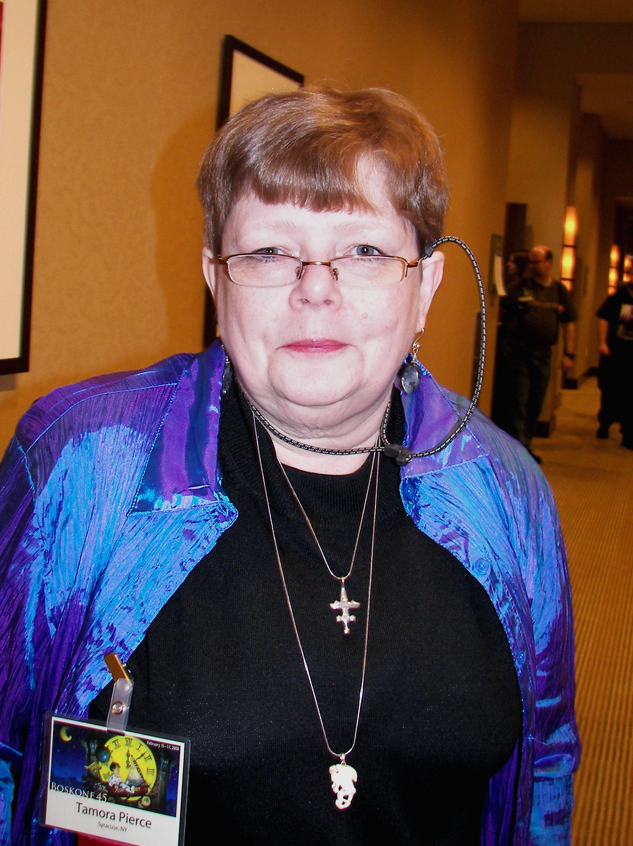
Tamora Pierce

Tamora Pierce (* 13. Dezember 1954 in South Connellsville, Pennsylvania) ist eine amerikanische Autorin von Fantasy-Fiktion für Teenager und ist am besten für Geschichten mit jungen Heldinnen bekannt. Sie machte sich einen Namen mit ihrer ersten Buchreihe, The Song of the Lioness (1983–1988), die der Hauptfigur Alanna durch die Prüfungen und Triumphe des Rittertrainings folgte.
Tamora Pierce gewann 2013 den Margaret A. Edwards Award der Young Adult Library Services Association (YALSA) der American Library Association. Dabei wurden ihre beiden Tetralogien The Lioness und Protector of the Small (1999–2002) hervorgehoben. Der jährliche Preis würdigt einen Schriftsteller und sein Werk für „bedeutenden und dauerhaften Beitrag zur Jugendliteratur“.
Die Bücher von Pierce wurden in zwanzig Sprachen übersetzt.

## Frühe Jahre und Ausbildung
Pierce wurde am 13. Dezember 1954 in South Connellsville, Pennsylvania im Fayette County geboren. Ihre Mutter wollte sie „Tamara“ nennen, aber die Krankenschwester, die ihre Geburtsurkunde ausfüllte, schrieb es falsch als „Tamora“. Als sie fünf Jahre alt war, wurde ihre Schwester Kimberly geboren (auf die sie Alanna basierte) und ein Jahr später kam ihre zweite Schwester Melanie zur Welt. Von ihrem fünften bis zum achten Lebensjahr lebte sie in Dunbar. Im Juni 1963 zog sie mit ihrer Familie nach Kalifornien. Sie lebten zunächst in San Mateo an der El Camino Real und zogen dann auf die andere Seite der San Francisco-Halbinsel nach Miramar. Sie lebten ein halbes Jahr in Miramar, ein ganzes Jahr in El Granada und dann drei Jahre in Burlingame.
Tamora Pierce begann sehr früh mit dem Lesen und begann in der sechsten Klasse zu schreiben. Ihr Interesse an Fantasy und Science-Fiction begann, als sie J. R. R. Tolkiens Der Herr der Ringe kennenlernte, und so begann sie, Bücher in diesem Genre zu schreiben. Nach der Scheidung ihrer Eltern zog ihre Mutter sie und ihre Schwestern 1969 zurück nach Fayette County, wo sie zwei Jahre an der Albert Gallatin Senior High verbrachte. Als ihre Familie wieder umzog, verbrachte sie ihr Abschlussjahr an der Uniontown Area Senior High School, wo sie für die Schülerzeitung schrieb und in Schauspiel und Gesang aktiv war. Sie ist Absolventin der University of Pennsylvania in Philadelphia.

## Karriere
Während ihrer Zeit an der Universnia schrieb Pivania schrieb Pierce die Bücher, die später die The Song of the Lioness-Reihe wurden. Das erste Buch dieser Serie wurde 1983 von Atheneum Books veröffentlicht.
Tamora Pierce und ihr Ehemann Tim Liebe (Spouse-Creature) lebten in New York City mit ihren vier Katzen und vielen anderen Haustieren, bevor sie nach Syracuse, New York, umzogen.
Im Jahr 2008 spendete Pierce ihr Archiv der Abteilung für seltene Bücher und Spezialsammlungen an der Northern Illinois University.
Pierce war auch aktiv daran beteiligt, ihre Romane auf einem Nachrichtenbrett namens Sheroes Central von etwa 2001 bis 2006 zu moderieren und zu diskutieren, zu diesem Zeitpunkt wurde es von einem Dritten erworben.

### Schreibprozess
Auf ihrer Homepage gibt Pierce an, dass sie die meisten Ideen aus Dingen gewinnt, die sie zufällig entdeckt. Ihr Konzept der Magie als Teppich aus Fäden kommt aus ihren Erfahrungen im Häkeln, und in ihrer Welt sind alle Magier auf irgendeine Weise auf den britischen Naturforscher David Attenborough zurückzuführen, nachdem sie seine Naturdokumentationen gesehen hat. Fantasy-Romane und die Artussage waren die Grundlage für die Welten, die sie sich als Mädchen ausdachte, später fügte sie zeitgenössische Themen wie Jugendkriminalität und Cholera-Ausbrüche in Afrika hinzu. Im Allgemeinen sagt Pierce: „Der beste Weg, um sich auf Ideen vorzubereiten, wenn man sie braucht, ist, seinen Obsessionen zuzuhören und sie zu fördern.“
Pierce lässt sich von Menschen und Tieren in ihrer Umgebung für ihre Inspiration inspirieren. Die Figur Alanna basiert lose auf Pierces Schwester. Thayets Aussehen basiert auf einer Freundin von Pierce. Beka's Taubenfreunde in Provost's Dog basieren alle auf tatsächlichen Tauben, die Pierce kennt.
Pierce begann mit dem Schreiben, um sich von der Dramatik der Scheidung ihrer Eltern abzulenken. Sie schrieb Fan fiction auf Basis ihrer Lieblingsgeschichten und ahmte sie genau nach. Pierce sagt, sie habe sich entschieden, ihre Geschichten über starke weibliche Charaktere zu schreiben, weil sie in den Büchern, die sie als Kind las, eine solche Mangelware waren.

## Auszeichnungen und Nominierungen
| Year | Award                   | Nominee/Work                   | Category                                     | Result    | Ref    |
| ---- | ----------------------- | ------------------------------ | -------------------------------------------- | --------- | ------ |
| 2011 | Goodreads Choice Awards | Mastiff                        | Best Young Adult Fantasy and Science Fiction | Nominiert | [ 20 ] |
| 2003 | Locus Award             | Lady Knight                    | Best Young Adult Book                        | Nominiert |        |
| 2004 | Locus Award             | Trickster's Choice             | Best Young Adult Book                        | Nominiert |        |
| 2012 | Locus Award             | Mastiff                        | Best Young Adult Book                        | Nominiert |        |
| 2013 | Margaret Edwards Award  | The Song of the Lioness Series | —                                            | Gewonnen  | [ 24 ] |
| 2013 | Margaret Edwards Award  | Protector of the Small Series  | —                                            | Gewonnen  | [ 24 ] |
| 2000 | Mythopoeic Awards       | Circle of Magic Series         | Best Fantasy Series                          | Nominiert | [ 25 ] |
| 2012 | Mythopoeic Awards       | Beka Cooper Series             | Best Fantasy Series                          | Nominiert | [ 25 ] |
| 2005 | Skylark Award           | Tamora Pierce                  | —                                            | Gewonnen  | [ 25 ] |

### Auszeichnungen
| Year | Publication | Work                           | Category                                                | Result | Ref    |
| ---- | ----------- | ------------------------------ | ------------------------------------------------------- | ------ | ------ |
| 2012 | NPR         | Circle of Magic Series         | 100 Best-Ever Teen Novels                               | 86     | [ 26 ] |
| 2012 | NPR         | The Immortals Series           | 100 Best-Ever Teen Novels                               | 83     | [ 26 ] |
| 2012 | NPR         | Trickster's Choice Duology     | 100 Best-Ever Teen Novels                               | 81     | [ 26 ] |
| 2012 | NPR         | The Song of the Lioness Series | 100 Best-Ever Teen Novels                               | 50     | [ 26 ] |
| 2018 | Paste       | Trickster's Queen              | The 50 Best Fantasy Books of the 21st Century (So Far)  | 17     | [ 27 ] |
| 2019 | Paste       | Trickster's Choice Duology     | 10 Exceptional Audiobooks Written and Narrated by Women | 4      | [ 28 ] |
| 2020 | Time        | Alanna: The First Adventure    | 100 Best Fantasy Books of All Time                      | —      |        |

## Werke

### Bücher in Tortall

#### Alanna – Das Lied der Löwin / Song of the Lioness
Alle übersetzt von Ulla Neckenauer.
- Alanna: The first Adventure, An Argo Book / Atheneum 1983, ISBN 0-689-30994-5
  - Die schwarze Stadt, Arena 1994, ISBN 3-401-01815-9
- In the Hand of the Goddess, An Argo Book / Atheneum 1984, ISBN 0-689-31054-4
  - Im Bann der Göttin, Arena 1994, ISBN 3-401-01816-7
- The Woman Who Rides Like a Man,  An Argo Book / Atheneum 1986, ISBN 0-689-31117-6
  - Das zerbrochene Schwert, Arena 1994, ISBN 3-401-01817-5
- Lioness Rampant, Atheneum / Macmillan 1988, ISBN 0-689-31116-8
  - Das Juwel der Macht, Arena 1994, ISBN 3-401-01818-3

#### Dhana / The Immortals Quartett
Alle übersetzt von Elisabeth Epple.
- Wild Magic, Atheneum / Macmillan 1992, ISBN 0-689-31761-1
  - Kampf um Tortall, Arena 1998, ISBN 3-401-01965-1
- Wolf Speaker, Hippo / Scholastic UK 1994, ISBN 0-590-55244-9
  - Im Tal des Langen Sees, Arena 1998, ISBN 3-401-01966-X
- The Emperor Mage, Scholastic UK 1994, ISBN 0-590-55802-1
  - Der Kaiserliche Magier, Arena 1998, ISBN 3-401-01967-8
- The Realms of the Gods, Scholastic UK 1996, ISBN 0-590-13376-4
  - Im Reich der Götter, 1998, ISBN 3-401-01968-6

#### Im Zeichen der Löwin / Protector of the Small
- First Test, Random House 1999, ISBN 0-679-88914-0
  - Die Entscheidung, cbt/cbj 2007, Übersetzerin Kerstin Michaelis, ISBN 3-570-30384-5
- Page, Random House 2000, ISBN 0-679-88915-9
- Squire, Random House 2001, ISBN 0-679-98916-1
- Lady Knight, Random House 2002, ISBN 0-375-81465-5

#### Lia / Daughter of the Lioness
- Trickster's Choice, Random House 2003, ISBN 0-375-81466-3
  - Die Prophezeiung der Königin, Arena 2006, Übersetzerin Angelika Eisold-Viebig, ISBN 3-401-05647-6
- Trickster's Queen, Random House 2004, ISBN 0-375-81467-1

#### The Provost's Dog
- Terrier, Random House 2006, ISBN 0-375-81468-X
- Bloodhound, Random House 2009, ISBN 978-0-375-91469-0
- Mastiff, Random House 2011, ISBN 978-0-375-81470-9

#### The Numair Chronicles
- Tempests and Slaughter, Random House 2018, ISBN 978-0-375-84711-0

### Bücher in Emelan

#### Emelan / Circle of Magic
Alle übersetzt von Angelika Eisold-Viebig.
- Sandry's Book, Scholastic 1997, ISBN 0-590-55356-9
  - Im Reich der Magie, Arena 1999, ISBN 3-401-02205-9
- Tris's Book, Scholastic Press 1998, ISBN 0-590-55357-7
  - Die Magische Flotte, Arena 2000, ISBN 3-401-04877-5
- Daja's Book, Scholastic Press 1998, ISBN 0-590-55358-5
  - Im Tal der Tausend Feuer, Arena 2000, ISBN 3-401-04993-3
- Briar's Book, Scholastic Press 1999, ISBN 0-590-55359-3

#### The Circle Opens
- Magic Steps, Scholastic Press 2000, ISBN 0-590-39588-2
- Street Magic, Scholastic Press 2001, ISBN 0-590-39628-5
- Cold Fire, Scholastic Press 2002, ISBN 0-590-39655-2
- Shatterglass, Scholastic Press 2003, ISBN 0-590-39683-8

#### The Circle Reforged
- The Will of the Empress, Scholastic Press 2005, ISBN 0-439-44171-4
- Melting Stones, Scholastic Press 2008, ISBN 978-0-545-05264-1
- Battle Magic, Scholastic Press 2013, ISBN 978-0-545-52035-5

### Hörbücher
Viele von Tamora Pierces Büchern wurden auch als englische Hörbuch-Versionen produziert, bisher gibt es erst eine deutsche Hörbuch-Reihe.

#### Englisch
Die Buchreihen The Song of the Lioness, The Protector of the Small, Daughter of the Lioness und The Provost's Dog wurden allesamt von Listening Library als ungekürzte Hörbücher produziert. Gelesen wurden die Hörbücher von Trini Alvarado (Alanna und Aly-Bücher), Bernadette Dunne (Kel-Bücher) und Susan Denaker (Beka-Bücher).
Die Reihe um Dhana, The Immortals, wurde von Full Cast Audio ebenfalls ungekürzt produziert, jedoch schon fast einem Hörspiel ähnelnd mit mehreren Sprechern. Dennoch wurden die Erzähltexte beibehalten.
Auch viele der Emelan-Bücher wurden zu Hörbüchern verarbeitet. Hier wurde bislang nur Full Cast Audio tätig. Wie auch The Immortals wurden The Circle of Magic, The Will of the Empress und Melting Stones als Hörbücher mit mehreren Sprechern produziert. Melting Stones (23. Oktober 2007) hat sogar die Besonderheit, dass es ursprünglich für die Hörbuch-Version geschrieben wurde und die Sprecher deswegen besonders gut zu ihren Rollen passen. Vom The Circle Opens Quartett wurde bislang erst ein Band, nämlich Street Magic als Hörbuch – ebenfalls von Full Cast Audio – umgesetzt. Magic Steps, der erste Band der Reihe, ist momentan in Planung, in Veröffentlichungstermin ist noch nicht bekannt.

#### Deutsch
Bisher wurde nur die Buchreihe um Alanna als deutsches Hörbuch produziert. Der Verlag Audiolino hat dabei alle vier Bände als jeweils vier CDs herausgebracht, entsprechend wurde die Vorlage gekürzt.
- Die schwarze Stadt (01.2007)
- Im Bann der Göttin (05.2007)
- Das zerbrochene Schwert (12.2007)
- Das Juwel der Macht (04.2008)

### Sonstige Quellen
- Podcast Interview about 'White Tiger' with Tamora Pierce and Timothy Liebe (Memento vom 6. November 2006 im Internet Archive)
- Tiger Tiger Burning Bright: Pierce Talks 'White Tiger' (Memento vom 11. März 2007 im Internet Archive) by David Richards, Comic Book Resources, March 6, 2006
- „Eye of the White Tiger: Meet Marvel's Tamora Pierce“ (Seite nicht mehr abrufbar, festgestellt im April 2024. Suche in Webarchiven), Newsarama, 27. Februar 2006
- Joanne Brown, Nancy St. Clair: Declarations of Independence: Empowered Girls in Young Adult Literature, 1990–2001 (= Scarecrow Studies in Young Adult Literature. No. 7). The Scarecrow Press, Lanham, MD, & London 2002, ISBN 0-8108-4290-4.
- Cart, Michael, From Romance to Realism: 50 Years of Growth and Change in Young Adult Literature (New York: HarperCollins, 1996)
- Donna Dailey: Tamora Pierce (= Who Wrote That?). Chelsea House, New York 2006, ISBN 0-7910-8795-6.
- Egoff, Sheila A., Worlds Within: Children’s Fantasy from the Middle Ages to Today (Chicago & London: American Library Association, 1988)
- Utopias of Violence: Pierce's Knights of Tortall and the Contemporary Heroic (Memento vom 10. Juni 2011 im Internet Archive) (Crossroads: An Interdisciplinary Journal for the Study of History, Philosophy, Religion and Classics, vol 3 issue 2, 2009)
- Lennard, John, Tamora Pierce: The Immortals (Tirril: Humanities-Ebooks, 2007)
- -- 'Of Stormwings and Valiant Women: The Tortallan World of Tamora Pierce', in Of Modern Dragons and other essays on Genre Fiction (Tirril: Humanities-Ebooks, 2007), pp. 191–228
- Sullivan III, C. W., ed., Young Adult Science Fiction (Westport, CT: Greenwood Press, 1999 Contributions to the Study of Science Fiction and Fantasy 79)
- Trites, Roberta Seelinger, Disturbing the Universe: Power and Repression in Adolescent Literature (Iowa City: University of Iowa Press, 2000)